# Retrosexual
El varón retrosexual es lo que en algunos ámbitos se conocería como oposición a la figura del metrosexual: los retrosexuales se caracterizan por conservar sus rasgos masculinos naturales manteniendo el ideal de hombre clásico, fuerte y  varonil como símbolo de belleza; en contraposición al estereotipo femenino,  realzando los caracteres sexuales secundarios propios al género masculino. Los defensores de esta tendencia sostienen que ha existido una progresiva feminización de la imagen masculina durante el último tiempo, tanto en la apariencia física como en el comportamiento, por lo que se propone un restablecimiento de las características del hombre a los conceptos de hasta hace unas décadas atrás.
Este neologismo fue empleado por primera vez en 2003 por Mark Simpson en la revista de internet salon.com en un artículo bajo el título Beckham, the virus.

## Características
El retrosexual podría asociarse con la popular frase «el hombre, como el oso, cuanto más vello, más hermoso», ya que considera la despreocupación por la apariencia y la estética como signos de virilidad, considerando el vello corporal masculino como una característica natural y propia del hombre, luciendo su vellosidad con orgullo, dándole una forma estilosa y rechazando categóricamente la depilación. Esto no debe confundirse con el argumento de algunos detractores de esta tendencia, que la asocian falazmente con la falta de higiene o los personajes rudos y descorteses que aparecen en las antiguas películas del Oeste.